# Staffan Seeberg
Karl Oskar Staffan Seeberg, född 4 augusti 1938 i Stockholm, är en svensk läkare och författare. Han disputerade och blev medicine doktor 1975. Han är bosatt i Båstad.
Seebergs romaner är ofta starkt samhällskritiska.

## Priser och utmärkelser
- 1966 – Eckersteinska litteraturpriset
- 1970 – Aftonbladets litteraturpris